# تاكويا ياسوي
تاكويا ياسو (باليابانية: 安井 拓也) (21 نوفمبر 1998 في هيوغو في اليابان – )؛ هو لاعب كرة قدم سابق كان يلعب كلاعب وسط.

## وصلات خارجية
- تاكويا ياسوي على موقع رابطة كرة القدم اليابانية للمحترفين (اليابانية)
- تاكويا ياسوي على موقع قاعدة بيانات كرة القدم.إي يو (الإنجليزية)
- تاكويا ياسوي على موقع Soccerway.com (الإنجليزية)
- تاكويا ياسوي على موقع عالم كرة القدم.نت (الإنجليزية)